# Thomas Milton Rivers

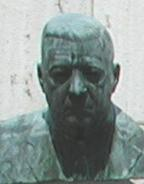
Thomas M. Rivers’ Bronzebüste in der Polio Hall of Fame

Thomas Milton Rivers (* 3. September 1888 in Jonesboro, Georgia; † 12. Mai 1962 in Forest Hills, New York) war ein US-amerikanischer Bakteriologe und Virologe, der „Vater der modernen Virologie“.

## Biographie
Geboren in Jonesboro (Georgia) studierte Rivers zunächst am Emory College in DeKalb County im Umland von Atlanta. 1909 schloss er mit dem Bachelor of Arts ab und erhielt einen Studienplatz an der medizinischen Fakultät der Johns Hopkins University. Aufgrund einer neuromuskulären Degeneration konnte er zunächst seine Pläne Arzt zu werden nicht verwirklichen. Er verließ die Universität und arbeitete als Laborassistent in einem Krankenhaus in der Panamakanalzone. Als sich bis 1912 die Krankheit nicht verschlimmert hatte, kehrte er an die Hopkins-Universität zurück und schloss 1915 mit der Promotion ab.
Er blieb bis 1919 an der Universität und wechselte dann an das Rockefeller Institute für medizinische Forschung. 1922 wurde er dort Leiter der Abteilung für Infektionskrankheiten, und von 1937 bis 1956 war er Direktor des Instituts. In den 1930er- und 1940er-Jahren half er mit, das Institut zu einer führenden Einrichtung auf dem Gebiet der Virenforschung zu machen. Seine Arbeiten zu seltenen neurologischen Nebenwirkungen von Tollwutimpfstoffen in den 1930er Jahren etablierten die Experimentelle autoimmune Enzephalomyelitis (EAE) bei Versuchstieren als wichtiges Tiermodell in der experimentellen Forschung zur Multiplen Sklerose.
In den Jahren 1933/1934 fungierte er als Präsident der American Association of Immunologists. 1934 wurde er in die Nationale Akademie der Wissenschaften in Sektion 10 (Pathologie and Mikrobiologie) aufgenommen. Seit 1942 war er Mitglied der American Philosophical Society. In der Nationalstiftung für Kinderlähmung war er Vorsitzender des Komitees für Forschung und Impfberatung und überwachte die klinischen Impfversuche von Jonas Salk.
Rivers diente in beiden Weltkriegen als Militärarzt. Im Zweiten Weltkrieg leitete er die medizinische Forschungsabteilung der Marine im Südpazifik und brachte es bis zum Konteradmiral.
1948 gab Rivers ein Standardwerk über Viren- und Rickettsialinfektionen heraus. 1958 wurde er durch Aufnahme in die Polio Hall of Fame in Warm Springs (Georgia) geehrt.
Rivers war verheiratet mit Teresa Jacobina Riefle aus Baltimore. Er starb 1962 in Forest Hills (New York) und wurde aufgrund seines militärischen Ranges auf dem Nationalfriedhof Arlington beigesetzt.